# 穴八幡宮
穴八幡宮（あなはちまんぐう）は、東京都新宿区西早稲田二丁目の市街地に鎮座している神社。蟲封じのほか、商売繁盛や出世、開運に利益があるとされている。旧称は高田八幡宮。

## 歴史
社伝によれば、1062年（康平5年）、源義家が奥州からの凱旋の途中、この地に兜と太刀を納め、八幡神を祀ったという。
1636年（寛永13年）、ここに的場が造られ、この八幡宮を守護神とした。
1641年（寛永18年）、宮守の庵を造るため、社僧良晶が南側の山裾を切り開いていると横穴が見つかり、中から金銅の御神像が現れた。掘った人は「芽出度い」と大喜びし、以来、「穴八幡宮」と称するようになった。3代将軍徳川家光は、この話を聞いて穴八幡宮を幕府の祈願所・城北の総鎮護とした。
歴代将軍がたびたび参拝し、8代将軍徳川吉宗は、1728年（享保13年）に世嗣の疱瘡平癒祈願のため流鏑馬を奉納した。流鏑馬はその後も世嗣誕生の際や厄除け祈願として奉納され、穴八幡宮に伝わる「流鏑馬絵巻」には1738年（元文3年）に奉納された竹千代（後の10代将軍徳川家治）誕生祝の流鏑馬が描かれている。
江戸の庶民からも信仰を集め、特に蟲封じの祈祷は有名だった。1879年（明治12年）には皇太子（後の大正天皇）の御蟲封祈祷も行っている。
1945年（昭和20年）の東京大空襲で、建物の多くを焼失。
1961年（昭和36年）、御鎮座900年事業として本殿再建工事を開始。
1989年（平成元年）、引き続き幣殿、拝殿工事を行う。
1998年（平成10年）、隨神門を室町時代の様式で再建す、なお境内全域を古書を基に未だ再建途中。
また冬至の「一陽来復」のお守りでも知られる。お守りを受け取れる期間は毎年冬至の日から翌年節分の日までであり、冬至の日は特別に午前5時から受け取る事ができる。
早朝からお守りを求める待機列が年々拡大したため、2022年、穴八幡宮はテント設営など非常識な行為を行わないように呼びかけた。
なお、現在同神社は旧別当の放生寺と日本キリスト教団早稲田教会と隣接しており、神道、仏教、キリスト教が街の一角で共存している状態が続いている。五木寛之の著作には、早稲田大学第一文学部に入学したばかりの五木が、穴八幡の床下で寝ていて追い出された、という記述がある。

## 文化財
- 布袋像の水鉢 - 新宿区指定有形文化財（工芸品）[8]
  - 1649年（慶安2年）造立、区内最古の水鉢。江戸城吹上御苑に置かれていたが、徳川家光により奉納されたという。
- 高田馬場の流鏑馬 - 新宿区指定無形民俗文化財[8]
  - 8代将軍徳川吉宗が奉納したのがはじまり。明治維新後、長く中断されていたが1934年（昭和9年）に皇太子（明仁上皇）誕生の際に再興。戦後は1979年（昭和54年）から毎年スポーツの日に都立戸山公園を会場として行われている。
- 一帯は前方後円墳である。

- 布袋の水鉢

流鏑馬像
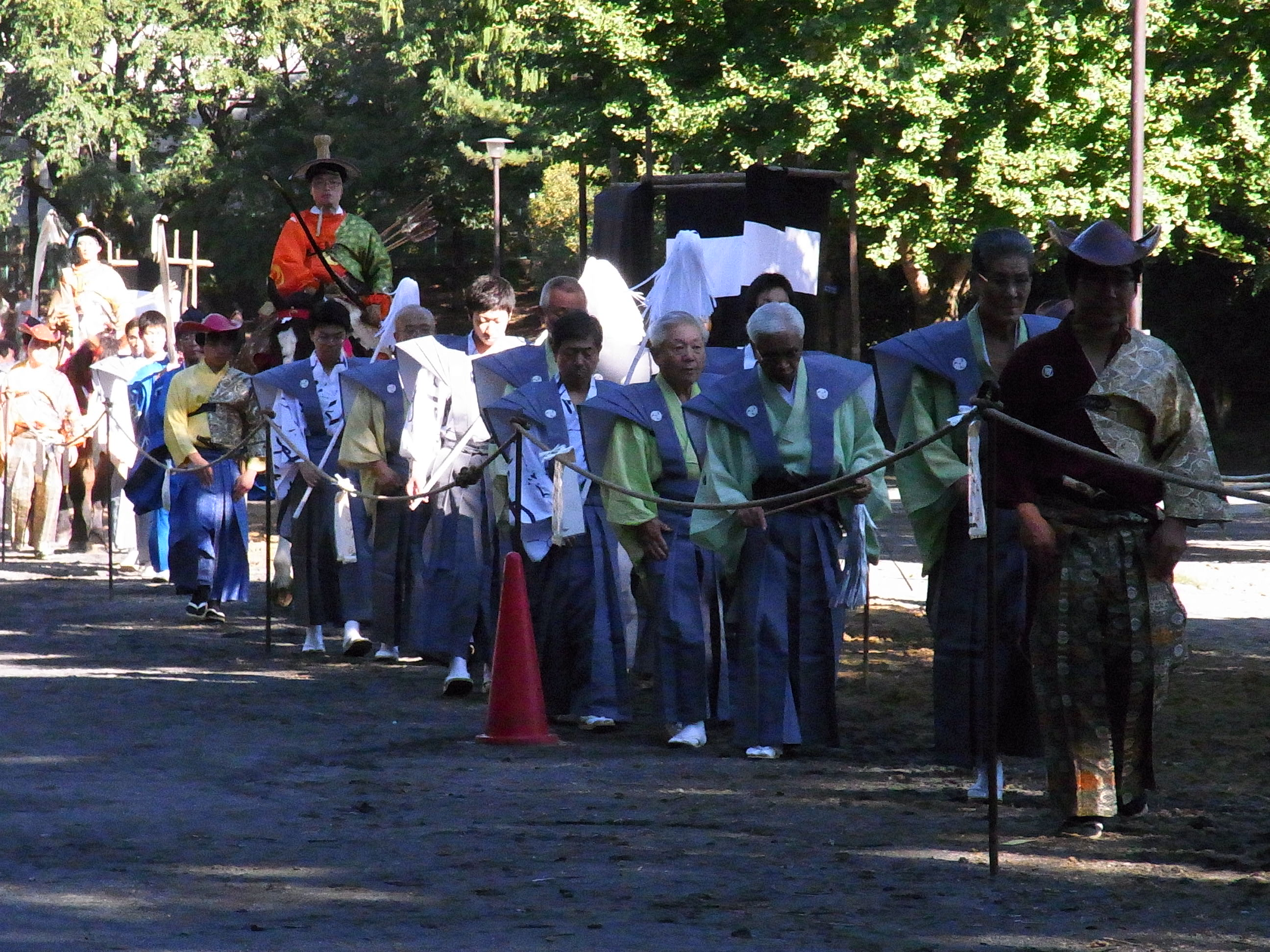
流鏑馬奉納（戸山公園 2010.10.11）
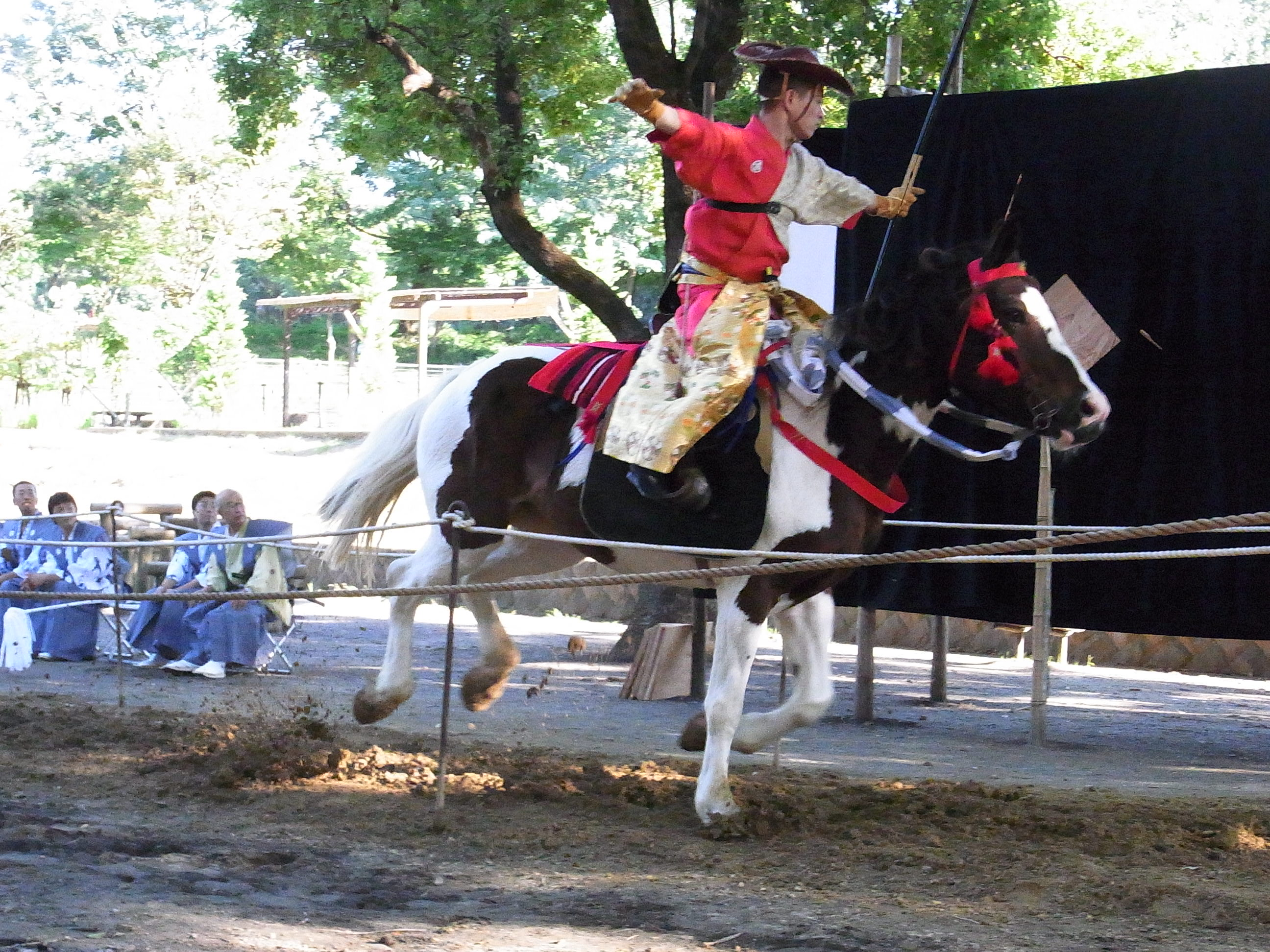
流鏑馬奉納（戸山公園 2010.10.11）

## 氏子地域
- 新宿区喜久井町
- 新宿区納戸町
- 新宿区馬場下町
- 新宿区原町二 - 三丁目
- 新宿区若松町
- 新宿区早稲田南町
- 新宿区戸山一・三丁目
- 新宿区西早稲田二丁目1 - 2（旧・牛込高田町）

## 位置・周辺
早稲田通りと諏訪通りの合流地点にある。

### 交通
- 東京メトロ東西線早稲田駅2番出口から徒歩4分（経路案内）。駅の案内（2番出口）に「穴八幡方面出口」とある。
- 都営バス学02・早77・早81の各系統で馬場下町停留所下車。